# نادين أسامة
نادين أسامة (21 أغسطس 1998 -)، ملكة جمال مصر العالم لعام 2016، وسوف تمثل مصر في مسابقة ملكة جمال العالم لعام 2016.